# Colocación
En lexicología, una colocación o coaparición, es una combinación habitual de unidades léxicas fijada en la norma o un agregado de varias palabras que se distingue por su alta frecuencia de uso, como cierre hermético, maraña inextricable, desear ardientemente, negar categóricamente, etcétera. Se trata de un tipo concreto de unidad fraseológica que no es ni locución o lexía simple ni enunciado fraseológico o lexía textual. Por ello, las colocaciones se catalogan como unidades semiidiomáticas. 
El término fue usado por vez primera por J. R. Firth en 1957 y se ha usado frecuentemente en la lexicología inglesa de Michael Halliday. Se diferencian de una unidad fraseológica en que responden a pautas de formación gramaticales y en que su significado es composicional, esto es, se deduce de los significados de los elementos combinados. Son unidades léxicas que han sido fijadas en la norma y, en sustancia, son fraseologismos que se encuentran a mitad de camino entre las combinaciones libres y las fijas: sus elementos se pueden dislocar e intercambiar y, en general, su significado es claro y desentrañable, si bien en ciertos casos tienen significado de conjunto; por ejemplo: dinero negro, mercado negro («ilegal»).

## Tipos
Los paradigmas o modelos de colocación más usados en español son:
- Sustantivo + preposición + sustantivo: derecho de veto, puntos de venta, punto de encuentro, punto de vista, fondos de inversión, tipos de interés, plan de pensiones, plan de choque, estado de opinión, creación de empleo.
- Sustantivo + adjetivo: renta fija/variable, poder adquisitivo, sector público, población activa, urna digital, masa salarial, dispositivo policial, venta directa, retribución variable, mandos intermedios, atención primaria, mercado negro, deuda pública, sector puntero.
- Verbo + (artículo) + sustantivo: desatarse/zanjar una polémica, tomar cuerpo/medidas, plantear problemas, romper el hervor, caldearse los ánimos, estallar una guerra, palpitar el corazón, rescindir un contrato, implorar misericordia.
- Verbo + preposición + sustantivo: llevar a cabo, poner en marcha, poner en cuestión, ponerse de acuerdo, poner de manifiesto, echar en falta, tener en cuenta, tomar en cuenta.

Las siguientes estructuras son patrones menos productivos que los anteriores:
- Sustantivo + sustantivo: paquete/coche bomba, capital riesgo, comida basura/chatarra, bono basura, nave nodriza, mujer florero, sofá cama.
- Adjetivo + sustantivo: nueva economía, bajo consumo, mediana industria, bajos fondos, viejos tiempos, media jornada, discusión acalorada, santa paciencia, buen/viejo amigo.
- Adverbio + adjetivo/participio: terminantemente prohibido, firmemente convencido, altamente/explosivo.
- Verbo + adjetivo: andar liado, salir/resultar ileso.
- Verbo + adverbio: salir pitando, rogar encarecidamente, recomendar fervientemente.

Algunos adjetivos aparecen casi solamente en colocaciones: fumador empedernido, módico precio, silencio sepulcral.